# ونسی
ونسی (به استونیایی: Vansi) یک روستا در استونی است که در دهستان کرنو واقع شده‌است.